# Płyn tkankowy
Płyn tkankowy, płyn międzykomórkowy, płyn śródmiąższowy, płyn śródtkankowy – przesącz różnych substancji z włosowatych naczyń krwionośnych oraz komórek.
Jest roztworem zawierającym, między innymi, tlen i substancje odżywcze potrzebne komórkom oraz – usuwane z komórek jako zbędne metabolity – dwutlenek węgla, mocznik, amoniak, kwas moczowy.
Część płynu tkankowego przesącza się przez ściany włosowatych naczyń limfatycznych do ich światła, stając się chłonką.